# Młodzieżowe Mistrzostwa NACAC w Lekkoatletyce 2014
8. Młodzieżowe Mistrzostwa NACAC w Lekkoatletyce – zawody lekkoatletyczne przeprowadzone pod auspicjami NACAC, które zostały rozegrane w Kamloops w Kanadzie od 8 do 10 sierpnia 2014. 

## Rezultaty

### Mężczyźni
| Konkurencja:                                 | 1. miejsce                                                                            | Rezultat   | 2. miejsce                                                                   | Rezultat   | 3. miejsce                                                                        | Rezultat   |
| Bieg na 100 m                                | Diondre Batson                                                                        | 10,08      | Tyquendo Tracey                                                              | 10,21      | Trevorvano Mackey                                                                 | 10,30      |
| Bieg na 200 m                                | Remontay McClain                                                                      | 20,32      | Trevorvano Mackey                                                            | 20,46      | Everton Clarke                                                                    | 20,51      |
| Bieg na 400 m                                | Brycen Spratling                                                                      | 45,18      | Bralon Taplin                                                                | 45,52      | Vernon Norwood                                                                    | 45,56      |
| Bieg na 800 m                                | Bryan Antonio Martínez                                                                | 1:47,90    | Thomas Riva                                                                  | 1:48,19    | Chris Low                                                                         | 1:48,46    |
| Bieg na 1500 m                               | Matt Hillenbrand                                                                      | 3:54,85    | Connor Darlington                                                            | 3:55,36    | Edgar Alan García                                                                 | 3:55,67    |
| Bieg na 5000 m                               | Edgar Alan García                                                                     | 14:35,00   | Chris Bendtsen                                                               | 15:17,80   | Juan Francisco Félix                                                              | 15:39,41   |
| Bieg na 10 000 m                             | Chris Bendtsen                                                                        | 31:43,37   | Chris Enriquez                                                               | 31:47,77   | Kenneth Robles                                                                    | 33:51,53   |
| Bieg na 110 m przez płotki (wiatr: +2,1 m/s) | Eddie Lovett                                                                          | 13,39      | Vincent Wyatt                                                                | 13,55      | Gregory MacNeill                                                                  | 13,83      |
| Bieg na 400 m przez płotki                   | Trevor Brown                                                                          | 49,92      | Michael Stigler                                                              | 49,98      | Gerald Drummond                                                                   | 51,05      |
| Bieg na 3000 m z przeszkodami                | Chris Dulhanty                                                                        | 8:56,60    | Mason Ferlic                                                                 | 9:04,78    | Eddie Owens                                                                       | 9:18,87    |
| Sztafeta 4 x 100 m                           | Stany Zjednoczone · Remontay McClain · Aaron Ernest · Chris Royster · Diondre Batson  | 38,47      | Jamajka · Kwisi McFarlane · Tyquendo Tracey · Everton Clarke · Jazeel Murphy | 38,78      | Kanada · Drelan Bramwell · Ben Williams · Gregory MacNeill · James Linde          | 38,89      |
| Sztafeta 4 x 400 m                           | Stany Zjednoczone · Najee Glass · Brycen Spratling · Akeem Alexander · Vernon Norwood | 3:04,34    | Kanada · Nathan George · Devin Biocchi · Gregory MacNeill · Ben Ayesu-Attah  | 3:08,78    | Kostaryka · Jocksan Morales · César Vásquez · Denovan Hernández · Gerald Drummond | 3:14,66    |
| Chód na 20 000 m                             | Benjamin Thorne                                                                       | 1:29:08,64 | Emmanuel Corvera                                                             | 1:31:30,86 | Alejandro Chavez                                                                  | 1:33:26,31 |
| Skok wzwyż                                   | Ryan Ingraham                                                                         | 2,28       | Dakarai Hightower                                                            | 2,10       | Domanique Missick                                                                 | 2,00       |
| Skok o tyczce                                | Jacob Blankenship                                                                     | 5,50       | Chase Wolfle                                                                 | 5,20       | Victor Manuel Castillero                                                          | 4,80       |
| Skok w dal                                   | Braxton Drummond                                                                      | 7,64       | Devin Field                                                                  | 7,51       | Sadeekie Edie                                                                     | 7,41       |
| Trójskok                                     | Eric Sloan                                                                            | 16,20      | Steve Waithe                                                                 | 15,94      | Lathone Collie-Minns                                                              | 15,86      |
| Pchnięcie kulą                               | Willy Irwin                                                                           | 19,44      | Darrell Hill                                                                 | 18,85      | Akeem Stewart                                                                     | 17,76      |
| Rzut dyskiem                                 | Rodney Brown                                                                          | 63,34      | Travis Bailey                                                                | 57,37      | Jordan Young                                                                      | 53,42      |
| Rzut młotem                                  | Diego Del Real                                                                        | 69,42      | Matthias Tayala                                                              | 68,93      | Adam Keenan                                                                       | 68,35      |
| Rzut oszczepem                               | Michael Shuey                                                                         | 76,02      | David Ocampo                                                                 | 75,28      | Raymond Dykstra                                                                   | 73,63      |
| Dziesięciobój                                | James Turner                                                                          | 7536 pkt.  | Solomon Ijah                                                                 | 6993 pkt.  | Kale Wolken                                                                       | 3080 pkt.  |

### Kobiety
| Konkurencja:                                 | 1. miejsce                                                                               | Rezultat  | 2. miejsce                                                                           | Rezultat  | 3. miejsce                                                                      | Rezultat  |
| Bieg na 100 m                                | Cierra White                                                                             | 11,32     | Katie Wise                                                                           | 11,58     | Shaina Harrison                                                                 | 11,80     |
| Bieg na 200 m                                | Cierra White                                                                             | 23,05     | Allison Peter                                                                        | 23,47     | Ashton Purvis                                                                   | 23,86     |
| Bieg na 400 m                                | Allison Peter                                                                            | 51,92     | Taylor Ellis-Watson                                                                  | 52,05     | Briana Nelson                                                                   | 52,95     |
| Bieg na 800 m                                | Shelby Houlihan                                                                          | 2:03,00   | Rachel Francois                                                                      | 2:03,18   | Jenna Westaway                                                                  | 2:04,16   |
| Bieg na 1500 m                               | Jenna Westaway                                                                           | 4:15,52   | Hillary Holt                                                                         | 4:17,82   | Carise Thompson                                                                 | 4:22,02   |
| Bieg na 5000 m                               | Erin Finn                                                                                | 16:06,26  | Elisa Hernández                                                                      | 17:11,41  |                                                                                 |           |
| Bieg na 10 000 m                             | Margo Malone                                                                             | 36:07,71  | Cindy Meza                                                                           | 37:57,50  |                                                                                 |           |
| Bieg na 100 m przez płotki (wiatr: +2,2 m/s) | LeTristan Pledger                                                                        | 13,04     | Megan Simmonds                                                                       | 13,06     | Ashlea Maddex                                                                   | 13,19     |
| Bieg na 400 m przez płotki                   | Kiah Seymour                                                                             | 56,35     | Tyler Brockington                                                                    | 58,29     | Rushell Clayton                                                                 | 63,68     |
| Bieg na 3000 m z przeszkodami                | Rachel Johnson                                                                           | 9:46,79   | Maria Bernard                                                                        | 9:55,69   | Julie-Ann Staehli                                                               | 10:04,99  |
| Sztafeta 4 x 100 m                           | Stany Zjednoczone · Cierra White · Katie Wise · Ebony Eutsey · Octavious Freeman         | 43,89     | Kanada · Whitney Rowe · Joy Spear Chief-Morris · Tameran Defreitas · Shaina Harrison | 45,19     | Jamajka · Rushell Clayton · Janelle Kelly · Chrisdale McCarthy · Megan Simmonds | 45,90     |
| Sztafeta 4 x 400 m                           | Stany Zjednoczone · Kiara Porter · Taylor Ellis-Watson · Briana Nelson · Kala Funderburk | 3:35,79   | Kanada · Tameran Defreitas · Jenna Westaway · Ashlea Maddex · Whitney Rowe           | 3:53,16   |                                                                                 |           |
| Chód na 10 000 m                             | Andreina Gonzales                                                                        | 52:12,40  | Molly Josephs                                                                        | 55:48,23  |                                                                                 |           |
| Skok wzwyż                                   | Alyx Treasure                                                                            | 1,85      | Shanay Briscoe                                                                       | 1,76      | Rebecca Haworth                                                                 | 1,76      |
| Skok o tyczce                                | Sandi Morris                                                                             | 4,40      | Robin Bone                                                                           | 3,80      | Tiziana Ruiz                                                                    | 3,75      |
| Skok w dal                                   | Sha’Keela Saunders                                                                       | 6,40      | Sydney Conley                                                                        | 5,98      |                                                                                 |           |
| Trójskok                                     | Tori Franklin                                                                            | 13,42     | Ivonne Rangel                                                                        | 13,19     | Ellie Ewere                                                                     | 12,80     |
| Pchnięcie kulą                               | Kelsey Card                                                                              | 17,32     | Christina Hillman                                                                    | 17,25     | Brittany Crew                                                                   | 16,59     |
| Rzut dyskiem                                 | Kelsey Card                                                                              | 53,82     | Alex Collatz                                                                         | 53,20     | Brittany Crew                                                                   | 49,64     |
| Rzut młotem                                  | Brooke Pleger                                                                            | 64,60     | Jillian Weir                                                                         | 63,85     | Brittany Funk                                                                   | 60,99     |
| Rzut oszczepem                               | Fawn Miller                                                                              | 54,90     | Hannah Carson                                                                        | 51,96     |                                                                                 |           |
| Siedmiobój                                   | Niki Oudenaarden                                                                         | 5692 pkt. | Milagros Montes de Oca                                                               | 5451 pkt. | Quintunya Chapman                                                               | 5332 pkt. |